# Space Oddity
〈Space Oddity〉는 잉글랜드의 싱어송라이터 데이비드 보위의 노래로 1969년 7월 11일 필립스 레코드에서 7인치 싱글로 처음 발매되었다. 보위가 작사 및 작곡하였으며, 두 번째 정규 음반 《David Bowie》에 오프닝 트랙으로 수록됐다.
거스 더전이 프로듀싱 하고 런던의 트라이던트 스튜디오에서 녹음한 이 노래는 메이저 톰(Major Tom)이라는 가상의 우주인에 대한 이야기를 다뤘다. 제목과 소재는 영화 《2001: 스페이스 오디세이》와 보위가 그 당시 경력에서 느꼈던 소외감에서 영감을 받았다.

## 같이 보기
- Ashes to Ashes (데이비드 보위의 노래)
- Blackstar (노래)